# 70. Międzynarodowy Festiwal Filmowy w Cannes
70. Międzynarodowy Festiwal Filmowy w Cannes odbył się w dniach 17−28 maja 2017 roku. Imprezę otworzył pokaz francuskiego filmu Kobiety mojego życia w reżyserii Arnauda Desplechina. W konkursie głównym zaprezentowanych zostało 19 filmów pochodzących z 11 różnych krajów.
Jury pod przewodnictwem hiszpańskiego reżysera Pedro Almodóvara przyznało nagrodę główną festiwalu, Złotą Palmę, szwedzkiemu filmowi The Square w reżyserii Rubena Östlunda. Drugą nagrodę w konkursie głównym, Grand Prix, przyznano francuskiemu obrazowi 120 uderzeń serca w reżyserii Robina Campillo.
Nagrodę Specjalną z okazji jubileuszu 70-lecia festiwalu przyznano australijskiej aktorce Nicole Kidman, która zagrała w trzech filmach prezentowanych w ramach selekcji oficjalnej oraz w drugim sezonie serialu Tajemnice Laketop, pokazanym w sekcji „Wydarzenie 70-lecia”.
Oficjalny plakat promocyjny festiwalu przedstawiał zdjęcie włoskiej aktorki Claudii Cardinale, wykonane na dachu rzymskiego budynku w 1959. Galę otwarcia i zamknięcia festiwalu prowadziła włoska aktorka Monica Bellucci.

## Członkowie jury

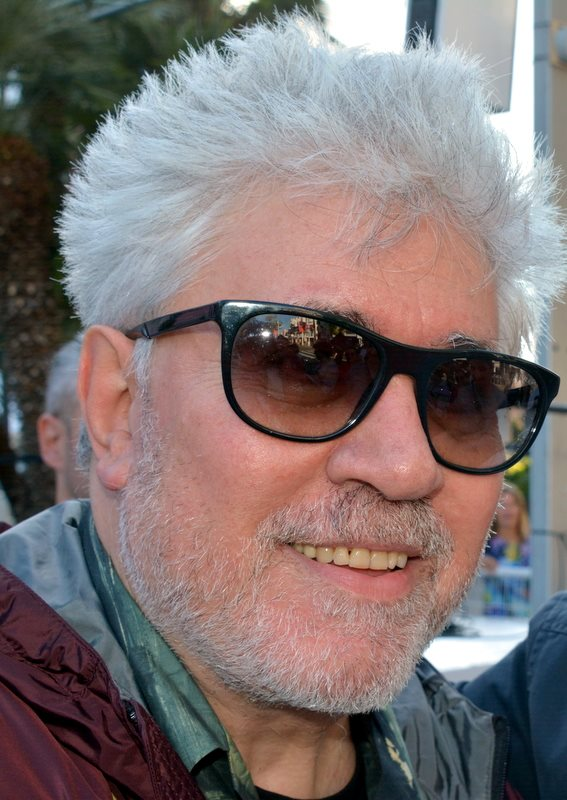
Przewodniczący jury konkursu głównego Pedro Almodóvar.

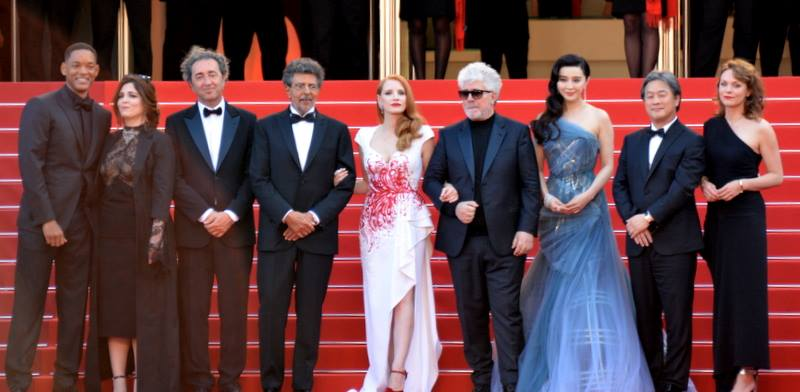
Jury konkursu głównego.

### Konkurs główny
- Pedro Almodóvar, hiszpański reżyser − przewodniczący jury[7]
- Maren Ade, niemiecka reżyserka
- Fan Bingbing, chińska aktorka
- Park Chan-wook, południowokoreański reżyser
- Jessica Chastain, amerykańska aktorka
- Agnès Jaoui, francuska reżyserka i aktorka
- Will Smith, amerykański aktor
- Paolo Sorrentino, włoski reżyser
- Gabriel Yared, francuski kompozytor

### Sekcja "Un Certain Regard"
- Uma Thurman, amerykańska aktorka − przewodnicząca jury
- Mohamed Diab, egipski reżyser
- Reda Kateb, francuski aktor
- Joachim Lafosse, belgijski reżyser
- Karel Och, dyrektor artystyczny MFF w Karlowych Warach

### Cinéfondation i filmy krótkometrażowe
- Cristian Mungiu, rumuński reżyser − przewodniczący jury
- Clotilde Hesme, francuska aktorka
- Barry Jenkins, amerykański reżyser
- Eric Khoo, singapurski reżyser
- Athina Rachel Tsangari, grecka reżyserka

### Złota Kamera – debiuty reżyserskie
- Sandrine Kiberlain, francuska aktorka − przewodnicząca jury
- Patrick Blossier, francuski operator filmowy
- Élodie Bouchez, francuska aktorka
- Guillaume Brac, francuski reżyser
- Thibault Carterot, prezes wytwórni M141
- Fabien Gaffez, francuski krytyk filmowy
- Michel Merkt, szwajcarski producent filmowy

### Złote Oko – filmy dokumentalne
- Sandrine Bonnaire, francuska aktorka − przewodnicząca jury
- Lorenzo Codelli, włoski krytyk filmowy
- Dror Moreh, izraelski reżyser
- Thom Powers, selekcjoner filmów dokumentalnych na MFF w Toronto i DOC NYC
- Lucy Walker, brytyjska reżyserka

## Selekcja oficjalna

### Otwarcie i zamknięcie festiwalu
|             | Tytuł                | Reżyseria         | Kraj produkcji |
| ----------- | -------------------- | ----------------- | -------------- |
| Otwierający | Kobiety mojego życia | Arnaud Desplechin | Francja        |
| Zamykający  | The Square           | Ruben Östlund     | Szwecja        |

### Konkurs główny
Następujące filmy zostały wyselekcjonowane do udziału w konkursie głównym o Złotą Palmę:
| Tytuł polski                                     | Tytuł oryginalny                          | Reżyseria           | Kraj produkcji    |
| ------------------------------------------------ | ----------------------------------------- | ------------------- | ----------------- |
| 120 uderzeń serca                                | 120 battements par minute                 | Robin Campillo      | Francja           |
| Podwójny kochanek                                | L'amant double                            | François Ozon       | Francja           |
| W ułamku sekundy                                 | Aus dem Nichts                            | Fatih Akın          | Niemcy            |
| Na pokuszenie                                    | The Beguiled                              | Sofia Coppola       | Stany Zjednoczone |
| Dzień po                                         | 그 후 Geu-hu                              | Hong Sang-soo       | Korea Południowa  |
| Good Time                                        | Good Time                                 | Benny i Josh Safdie | Stany Zjednoczone |
| Happy End                                        | Happy End                                 | Michael Haneke      | Francja           |
| Blask                                            | 光 Hikari                                 | Naomi Kawase        | Japonia           |
| Księżyc Jowisza                                  | Jupiter holdja                            | Kornél Mundruczó    | Węgry             |
| Zabicie świętego jelenia                         | The Killing of a Sacred Deer              | Jorgos Lantimos     | Irlandia          |
| Łagodna                                          | Кроткая Krotkaja                          | Siergiej Łoznica    | Ukraina           |
| Opowieści o rodzinie Meyerowitz (utwory wybrane) | The Meyerowitz Stories (New and Selected) | Noah Baumbach       | Stany Zjednoczone |
| Niemiłość                                        | Нелюбовь Nieliubow                        | Andriej Zwiagincew  | Rosja             |
| Okja                                             | 옥자 Okja                                 | Bong Joon-ho        | Korea Południowa  |
| Ja, Godard                                       | Le redoutable                             | Michel Hazanavicius | Francja           |
| Rodin                                            | Rodin                                     | Jacques Doillon     | Francja           |
| The Square                                       | The Square                                | Ruben Östlund       | Szwecja           |
| Wonderstruck                                     | Wonderstruck                              | Todd Haynes         | Stany Zjednoczone |
| Nigdy cię tu nie było                            | You Were Never Really Here                | Lynne Ramsay        | Wielka Brytania   |

### Sekcja "Un Certain Regard"
Następujące filmy zostały wyświetlone na festiwalu w ramach sekcji "Un Certain Regard":
| Tytuł polski                    | Tytuł oryginalny                       | Reżyseria                     | Kraj produkcji    |
| ------------------------------- | -------------------------------------- | ----------------------------- | ----------------- |
| Piękna i bestie                 | على كف عفريت Aala kaf ifrit            | Kaouther Ben Hania            | Tunezja           |
| Letnia szkoła życia             | L'atelier                              | Laurent Cantet                | Francja           |
| Barbara                         | Barbara                                | Mathieu Amalric               | Francja           |
| Spotkanie na szczycie           | La cordillera                          | Santiago Mitre                | Argentyna         |
| Po latach                       | Dopo la guerra                         | Annarita Zambrano             | Włochy            |
| Zanim nadejdzie wiosna          | En attendant les hirondelles           | Karim Moussaoui               | Algieria          |
| Fortunata                       | Fortunata                              | Sergio Castellitto            | Włochy            |
| Córki Abril                     | Las hijas de Abril                     | Michel Franco                 | Meksyk            |
| Paryż i dziewczyna              | Jeune femme                            | Léonor Serraille              | Francja           |
| Uczciwy człowiek                | رد Lerd                                | Mohammad Rasoulof             | Iran              |
| Walking Past the Future         | 路過未來 Lu guo wei lai                | Li Ruijun                     | Chiny             |
| Pustynna narzeczona             | La novia del desierto                  | Cecilia Atán i Valeria Pivato | Argentyna         |
| Kierunki                        | Посоки Posoki                          | Stefan Komandarew             | Bułgaria          |
| Zanim znikniemy                 | 散歩する侵略者 Sanpo suru shinryakusha | Kiyoshi Kurosawa              | Japonia           |
| Bliskość                        | Теснота Tiesnota                       | Kantemir Bałagow              | Rosja             |
| Out                             | Vychladnutie                           | György Kristóf                | Czechy            |
| Western                         | Western                                | Valeska Grisebach             | Niemcy            |
| Wind River. Na przeklętej ziemi | Wind River                             | Taylor Sheridan               | Stany Zjednoczone |

### Pokazy pozakonkursowe
Następujące filmy zostały wyświetlone na festiwalu w ramach pokazów pozakonkursowych:
| Tytuł polski                               | Tytuł oryginalny                    | Reżyseria                   | Kraj produkcji    |
| ------------------------------------------ | ----------------------------------- | --------------------------- | ----------------- |
| Pani Zło                                   | 악녀 Aknyeo                         | Jeong Byeong-gil            | Korea Południowa  |
| Prawdziwa historia                         | D'après une histoire vraie          | Roman Polański              | Francja           |
| Bezlitosny                                 | 불한당: 나쁜 놈들의 세상 Bulhandang | Byun Sung-hyun              | Korea Południowa  |
| Ciało i piasek                             | Carne y Arena                       | Alejandro González Iñárritu | Stany Zjednoczone |
| Kobiety mojego życia                       | Les fantômes d'Ismaël               | Arnaud Desplechin           | Francja           |
| Jak rozmawiać z dziewczynami na prywatkach | How to Talk to Girls at Parties     | John Cameron Mitchell       | Stany Zjednoczone |
| Miecz nieśmiertelnego                      | 無限の住人 Mugen no jûnin           | Takashi Miike               | Japonia           |
| Modlitwa przed świtem                      | A Prayer Before Dawn                | Jean-Stéphane Sauvaire      | Francja           |
| Twarze, plaże                              | Visages, villages                   | Agnès Varda i JR            | Francja           |

### Pokazy specjalne
Następujące filmy zostały wyświetlone na festiwalu w ramach pokazów specjalnych:
| Tytuł polski        | Tytuł oryginalny                       | Reżyseria                      | Kraj produkcji    |
| ------------------- | -------------------------------------- | ------------------------------ | ----------------- |
| 12 dni              | 12 jours                               | Raymond Depardon               | Francja           |
| Aparat Claire       | La caméra de Claire                    | Hong Sang-soo                  | Korea Południowa  |
| Carré 35            | Carré 35                               | Éric Caravaca                  | Francja           |
| Demony w raju       | Demons in Paradise                     | Jude Ratnam                    | Sri Lanka         |
| Niewygodna prawda 2 | An Inconvenient Sequel: Truth to Power | Bonni Cohen i Jon Shenk        | Stany Zjednoczone |
| Król rock and rolla | The King                               | Eugene Jarecki                 | Stany Zjednoczone |
| Napalm              | Napalm                                 | Claude Lanzmann                | Francja           |
| Złote lata          | Nos années folles                      | André Téchiné                  | Francja           |
| Morze łez           | Sea Sorrow                             | Vanessa Redgrave               | Wielka Brytania   |
| Oni                 | They                                   | Anahita Ghazvinizadeh          | Stany Zjednoczone |
| Wielebny W.         | Le vénérable W.                        | Barbet Schroeder               | Szwajcaria        |
| Zombillenium        | Zombillénium                           | Arthur de Pins i Alexis Ducord | Francja           |

## Laureaci nagród

### Konkurs główny
Złota Palma

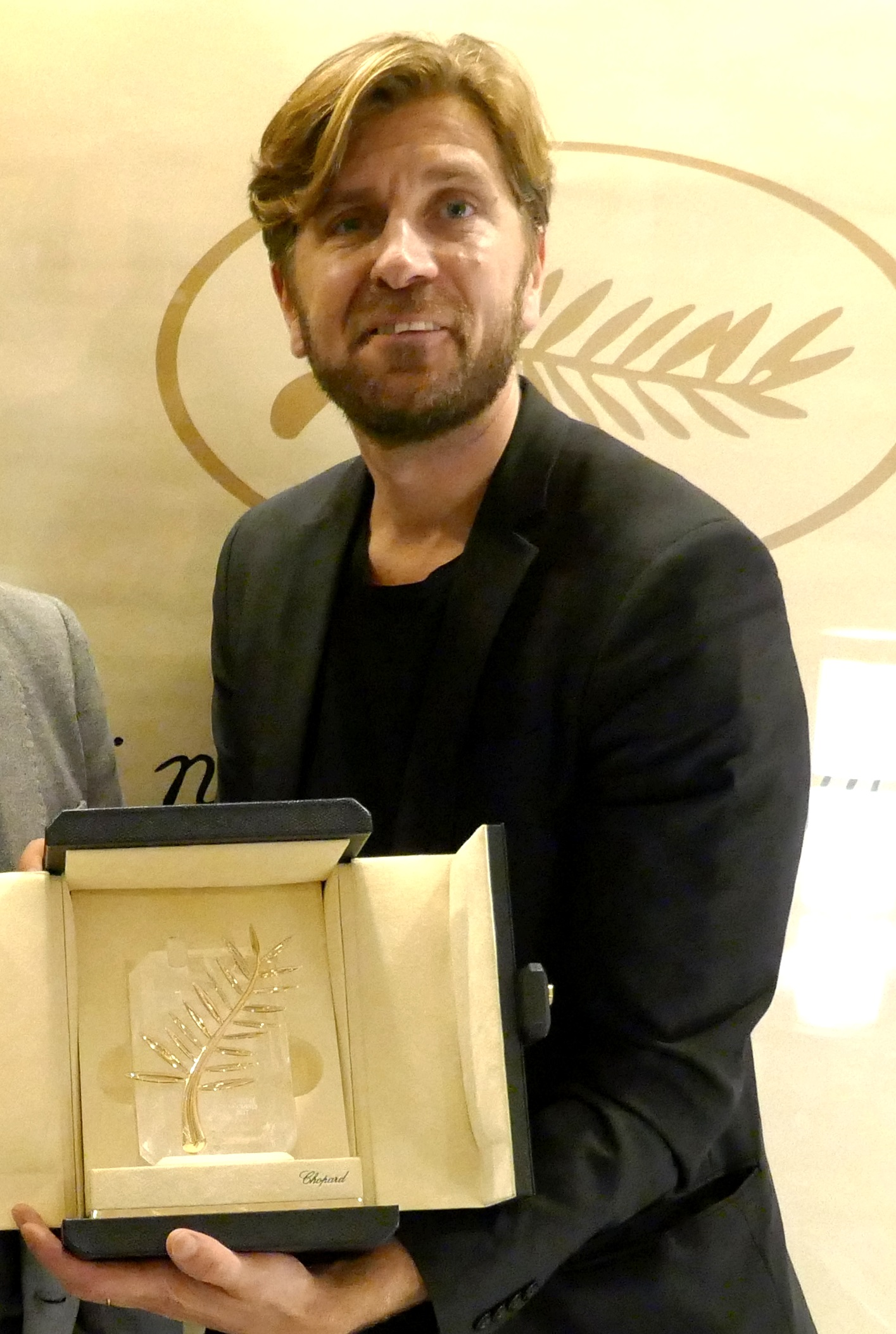
Laureat Złotej Palmy Ruben Östlund.

- The Square, reż. Ruben Östlund

Grand Prix
- 120 uderzeń serca, reż. Robin Campillo

Nagroda Jury
- Niemiłość, reż. Andriej Zwiagincew

Najlepsza reżyseria
- Sofia Coppola − Na pokuszenie

Najlepsza aktorka
- Diane Kruger − W ułamku sekundy

Najlepszy aktor
- Joaquin Phoenix − Nigdy cię tu nie było

Najlepszy scenariusz
- Lynne Ramsay − Nigdy cię tu nie było
- Jorgos Lantimos i Efthymis Filippou − Zabicie świętego jelenia

Nagroda Specjalna z okazji 70-lecia festiwalu
- Nicole Kidman

### Sekcja "Un Certain Regard"
Nagroda Główna
- Uczciwy człowiek, reż. Mohammad Rasoulof

Nagroda Jury
- Córki Abril, reż. Michel Franco

Najlepsza reżyseria
- Taylor Sheridan − Wind River. Na przeklętej ziemi

Najlepsza kreacja aktorska
- Jasmine Trinca − Fortunata

Nagroda za poetyckość przekazu
- Barbara, reż. Mathieu Amalric

### Konkurs filmów krótkometrażowych
Złota Palma dla najlepszego filmu krótkometrażowego
- Spokojna noc, reż. Yang Qiu

Wyróżnienie Specjalne
- Sufit, reż. Teppo Airaksinen

Nagroda Cinéfondation dla najlepszej etiudy studenckiej
- I miejsce:  Paul tu jest, reż. Valentina Maurel
- II miejsce:  Heyvan, reż. Bahman Ark i Bahram Ark
- III miejsce:  Deux égarés sont morts, reż. Tommaso Usberti

### Wybrane pozostałe nagrody

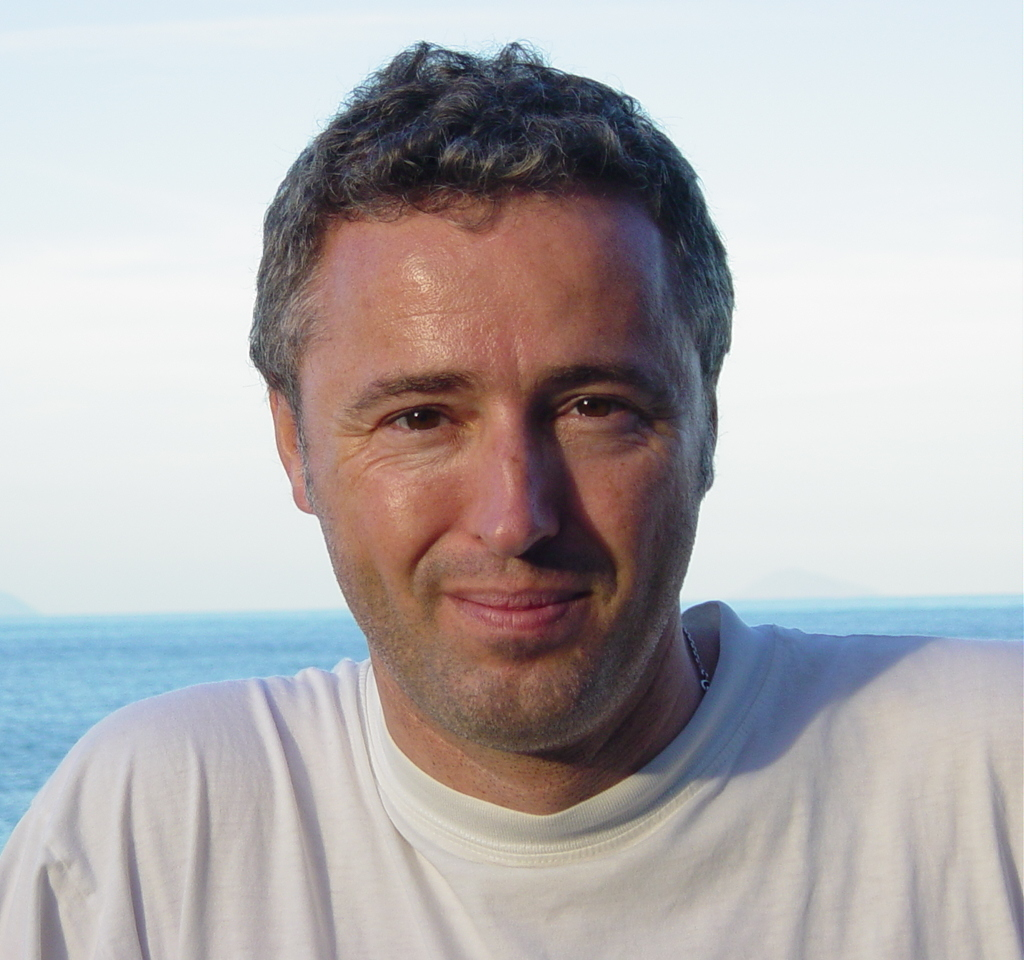
Laureat czterech nagród Robin Campillo.

Złota Kamera za najlepszy debiut reżyserski
- Paryż i dziewczyna, reż. Léonor Serraille

Nagroda Główna w sekcji "Międzynarodowy Tydzień Krytyki"
- Makala, reż. Emmanuel Gras

Nagroda Główna w sekcji "Quinzaine des Réalisateurs" - CICAE Award
- Jeździec, reż. Chloé Zhao

Nagroda Label Europa Cinemas dla najlepszego filmu europejskiego w sekcji "Quinzaine des réalisateurs"
- Ciambra, reż. Jonas Carpignano

Złote Oko za najlepszy film dokumentalny
- Twarze, plaże, reż. Agnès Varda i JR
  - Wyróżnienie:  Makala, reż. Emmanuel Gras

Nagroda FIPRESCI
- Konkurs główny:  120 uderzeń serca, reż. Robin Campillo
- Sekcja "Un Certain Regard":  Bliskość, reż. Kantemir Bałagow
- Sekcja "Quinzaine des Réalisateurs":  Fabryka niczego, reż. Pedro Pinho

Nagroda Jury Ekumenicznego
- Blask, reż. Naomi Kawase

Nagroda Vulcan dla artysty technicznego
- Josefin Åsberg za scenografię do filmu The Square

Nagroda za najlepszą ścieżkę dźwiękową
- Oneohtrix Point Never − Good Time

Nagroda im. François Chalais dla filmu propagującego znaczenie dziennikarstwa
- 120 uderzeń serca, reż. Robin Campillo

Queerowa Palma dla najlepszego filmu o tematyce LGBT
- 120 uderzeń serca, reż. Robin Campillo

Nagroda Palm Dog dla najlepszego psiego występu na festiwalu
- Opowieści o rodzinie Meyerowitz (utwory wybrane), reż. Noah Baumbach

Honorowa Złota Palma za całokształt twórczości
- Jeffrey Katzenberg